# 委內瑞拉最高法院
最高法院（西班牙語：Tribunal Supremo de Justicia）是委內瑞拉的最高憲法法院，成立于1999年，位于首都卡拉卡斯，11名大法官由总统提名、参议院通过。
委內瑞拉反對派於2017年7月自行成立委內瑞拉流亡最高法院。
在2019年委內瑞拉總統地位危機，部分欧美国家视委内瑞拉马杜罗政府及最高法院为非法组织，并支持瓜伊多政府。